# Јован Орфанотроф
Јован Орфанотроф (грчки: Ιωαννης ο Ορφανοτροφος; умро после 1043) је био главни евнух (паракоимомен) у време владавине византијског цара Романа III Аргира (1028−1034). 

## Биографија
Рођен је у Пафлагонији. Његова породица је, према Георгију Кедрену, учествовала у фалсификовању. Јован је био најстарији од петорице браће. Двојица од њих, Константин и Ђорђе, такође су били евнуси, док су друга двојица, Никита и Михајло, били „људи са брадом”. Михајло је касније постао византијски цар Михајло IV Пафлагонац (1034−1041). Орфанотроф га је потурио за љубавника остареле царице Зоје. Роман је убрзо убијен, а Зојин љубавник је крунисан за цара. Поједини хроничари сумњиче Орфанотрофа за учешће у атентату. Орфанотроф се, међутим, у изворима по први пут јавља са титулом протонотарија у време владавине Василија II (976−1025). Подржавао је интересе Романа III и пре него што је овај крунисан за цара. По доласку на власт, Роман је Орфанотрофа именовао евнухом највишег ранга. Орфанотроф је наставио своју каријеру током владавине свога брата. И остали чланови породице Михајла и Јована уздизани су на високе положаје. Муж Јованове сестре Марије, Стефан, био је адмирал, а његов брат Никита дука Антиохије. Никиту је наследио брат Константин. Ђорђе је био протовестијар сменивши Симеона који је поднео оставку у знак протеста због понашања Јована Орфанотрофа након чега се повукао на планину Олимп. Антоније, члан Јованове шире фамилије, постао је епископ Никомедије. Иако је Јован до краја живота носио само титулу орфанотрофа, у периоду владавине свога брата је практично сам управљао државом као нека врста премијера. Јован Орфанотроф је 1037. године покушао сменити цариградског патријарха Алексија Студита како би сам заузео то место. Покушај је, међутим, завршен неуспехом. 
Орфанотроф је поставио Стефана на чело флоте која је Ђорђа Манијака превезла на Сицилију 1038. године. Након дезертерства норманских, салернитских и варјашких трупа из војске Ђорђа Манијака, Орфанотроф је сменио Манијака и бацио га је у тамницу након чега је Михаила Дуку именовао за катепана Италије. Када се епилепсија код Михаила IV погоршала, Орфанотроф је убедио царицу Зоју да усвоји Стефановог сина Михаила V Калафата (1041−1042) чиме је обезбедио опстанак Пафлагонске династије. По доласку на власт Михајло Калафат се отарасио свога стрица Јована, и на његово место, са титулом nobilissime, намести другог свога стрица, Константина. Орфанотроф је протеран у манастир. Сви његови мушки потомци су кастрирани. Орфанотроф и његов брат Константин су ослепљени 1042. године по налогу Михаила Керуларија, цариградског патријарха. Орфанотроф је протеран на Лезбос 13. маја 1043. године. Година смрти Јована Орфанотрофа није позната.